# Zakliczyn (gemeente)
De gemeente Zakliczyn is een stad- en landgemeente in het Poolse woiwodschap Klein-Polen, in powiat Tarnowski.
De zetel van de gemeente is in Zakliczyn.
Op 30 juni 2004 telde de gemeente 12 190 inwoners.

## Oppervlakte gegevens
In 2002 bedroeg de totale oppervlakte van gemeente Zakliczyn 122,55 km², waarvan:
- agrarisch gebied: 56%
- bossen: 33%

De gemeente beslaat 8,66% van de totale oppervlakte van de powiat.

## Demografie
Stand op 30 juni 2004:
| Omschrijving                   | Totaal | Totaal | Vrouwen | Vrouwen | Mannen | Mannen |
| ------------------------------ | ------ | ------ | ------- | ------- | ------ | ------ |
| eenheid                        | aantal | %      | aantal  | %       | aantal | %      |
| inwoners                       | 12 190 | 100    | 6141    | 50,4    | 6049   | 49,6   |
| bevolkingsdichtheid (inw./km²) | 99,5   | 99,5   | 50,1    | 50,1    | 49,4   | 49,4   |

In 2002 bedroeg het gemiddelde inkomen per inwoner 1365,73 zł.

## Administratieve plaatsen (sołectwo)
Bieśnik, Borowa, Charzewice, Dzierżaniny, Faliszowice, Faściszowa, Filipowice, Gwoździec, Jamna, Lusławice, Melsztyn, Olszowa, Paleśnica, Roztoka, Ruda Kameralna, Słona, Stróże, Wesołów, Wola Stróska, Wróblowice, Zawada Lanckorońska, Zdonia.
Zonder de status sołectwo : Kończyska

## Aangrenzende gemeenten
Ciężkowice, Czchów, Dębno, Gromnik, Gródek nad Dunajcem, Korzenna, Pleśna, Wojnicz